# Хард Рок (стадион)
Стадион „Хард Рок“ е многофункционален стадион в югоизточната част на САЩ, разположен в Маями Гардънс, Флорида . Стадионът е домакин на „Маями Долфинс“ от Националната футболна лига (НФЛ) и „Маями Хърикейнс“, колежанския футболен отбор от NCAA Дивизия I на Университета в Маями.
Съоражението е бил домакин на шест Супербоула, един финал на Копа Америка през 2024 и Кечмания 28.
Освен това стадионът е домакин на Orange Bowl, ежегоден мач по колежански футбол, и на турнира по тенис Маями Оупън. От 2022 г. на територията на стадион „Хард Рок“ се намира и временна състезателна писта, която се използва за Голямата награда на Маями от Формула 1. Стадионът ще бъде домакин на множество мачове по време на Световното първенство по футбол през 2026 г. и Световното клубно първенство по футбол през 2025 г. От 1993 до 2011 г. стадионът е бил и домакински терен на „Флорида Марлинс“ от „Мейджър Лийг Бейзбол“ до преместването им на „ЛоанДепо Парк“ през 2012 г.
Съоръжението е открито през 1987 г. като стадион „Джо Роби“ и оттогава е известно с редица имена: „Про Плейър Парк“, „Про Плейър Стейдиъм“, „Долфинс Стейдиъм“, „Долфин Стейдиъм“, „Ленд Шарк Стейдиъм“ и „Сън Лайф Стейдиъм“. През август 2016 г. екипът продава правата за името на стадиона, на Hard Rock Cafe Inc. за 250 милиона щатски долара за период от 18 години; те ще запазят правата за до 2034 г.